# 嘉義植物園
23°29′0″N 120°28′6.2″E / 23.48333°N 120.468389°E
嘉義植物園，又稱嘉義樹木園、山仔頂植物園，與嘉義公園及中間新闢園區同屬於嘉義都會森林公園之一部分，位於台灣嘉義市東區嘉義公園東北側，面積約8.6公頃。創立於1908年，原為日本殖產局橡膠實驗林地，現歸中華民國農業部林業試驗所管轄:146:182-183，是中華民國政府下轄六座國家植物園之一。也是嘉義市區內重要休閒綠地，更是諸羅八景之一。

## 沿革

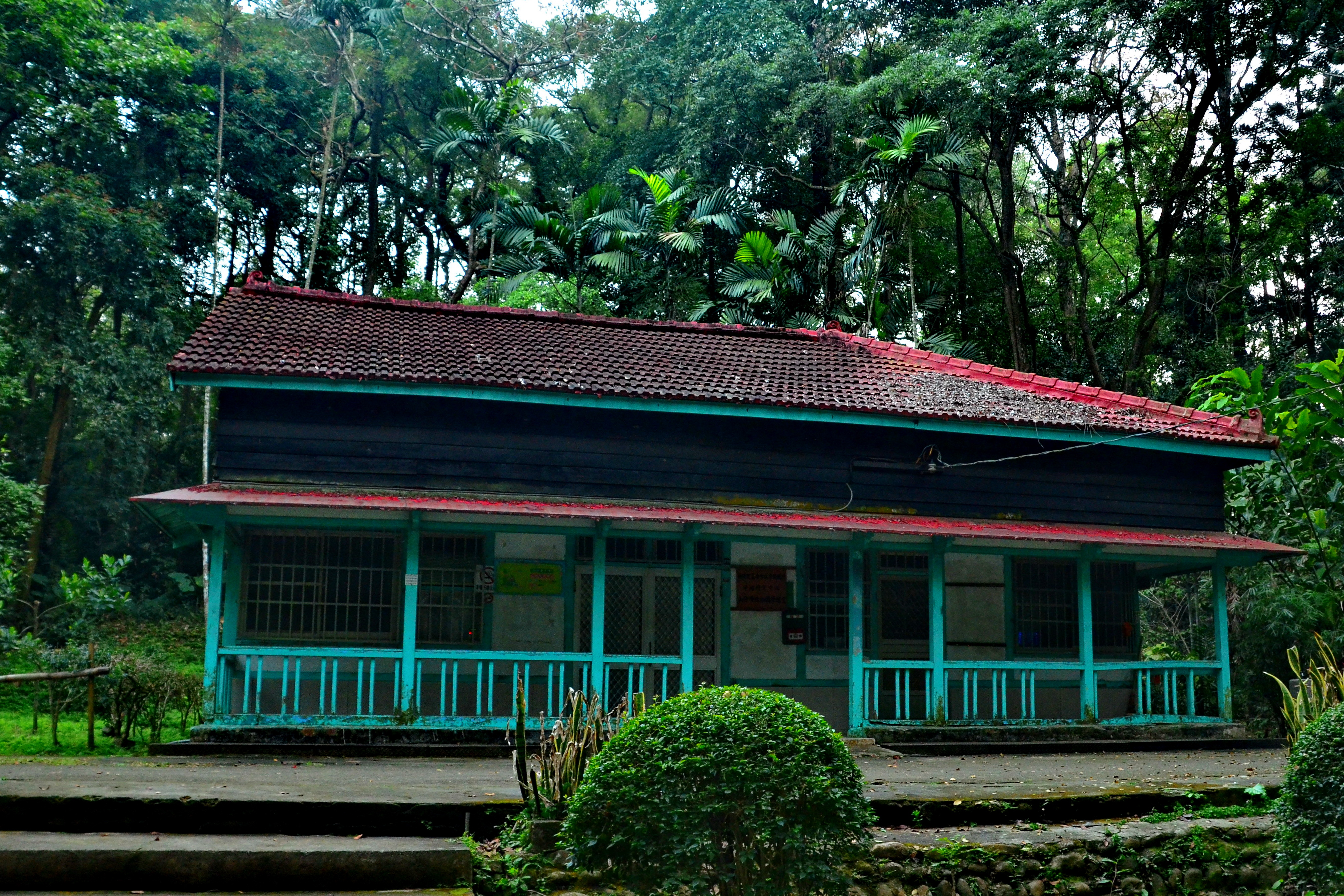
林業試驗所山仔頂植物園辦公室

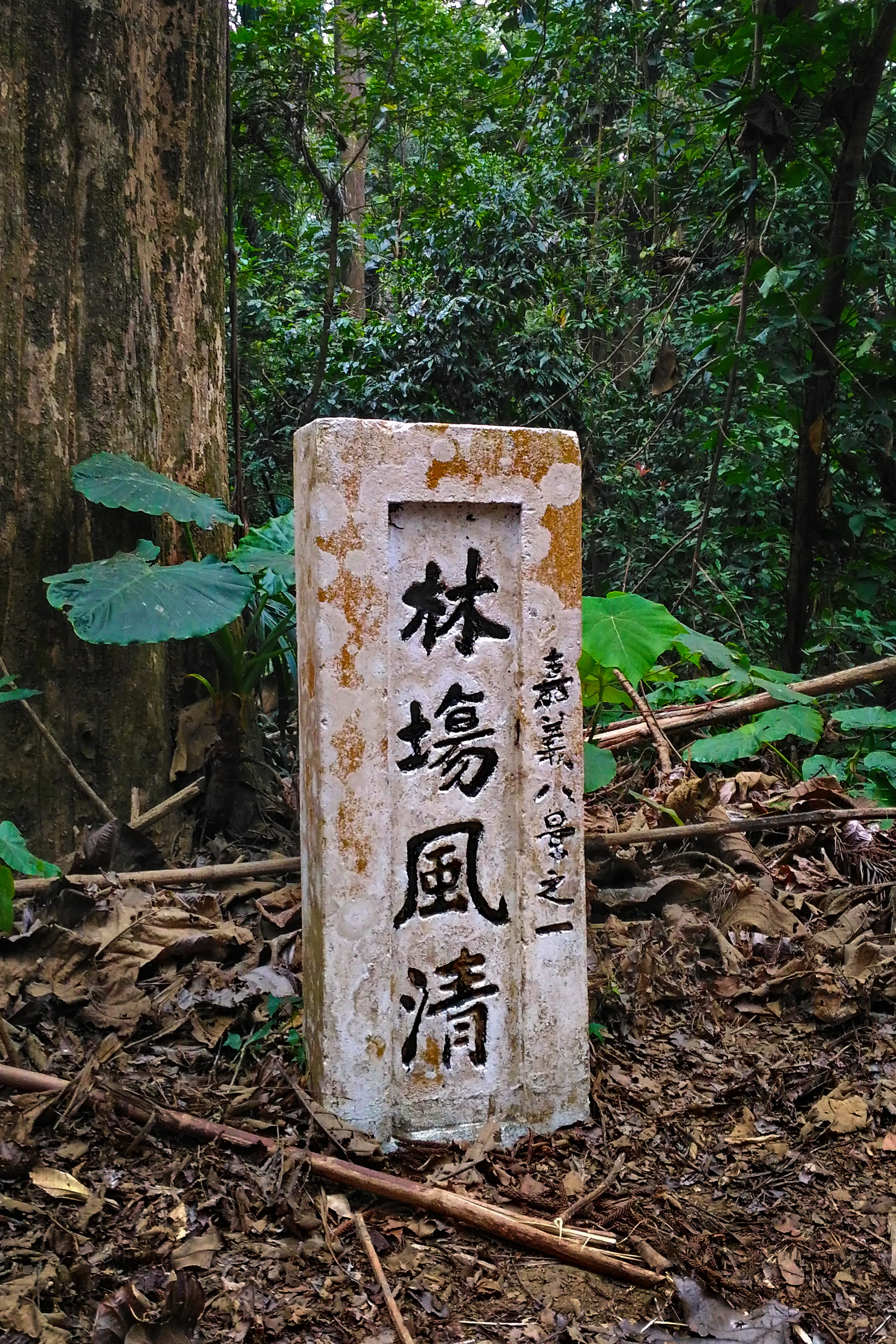
「林場風清」石碑

1908年（明治41年），日本殖產局在嘉義山仔頂設立橡膠苗圃，用以進行橡膠苗木的生產與實驗。1911年（明治44年）改稱「林業試驗場嘉義支場」:19-20，為臺灣總督府中央研究所林業部的下轄機關。1921年（大正10年）時，橡膠實驗終止:183，本試驗地和同位於嘉義市內的埤子頭苗埔合併，成立嘉義林業試驗支所，選定包括巴西橡膠、印度紫檀、黑板樹等經濟樹種十餘種進行造林:146。昭和年間，從南洋群島、澳洲與南美洲等地引入熱帶與亞熱帶樹種，如桃花心木、鐵刀木及柚木等百餘種，進行造林繁殖的試驗:183。
戰後，此園區由中華民國行政院農業委員會林業試驗所接收，設有「中埔分所嘉義工作站」管理，不再進行繁殖材木的試驗:183，而陸續修建內部步道、解說牌等軟硬體設施，成為具研究、教育、環境保育、市民休閒等多功能的植物園:146。目前園內植有樹木62科175種，其中大葉桃花心木、肯氏南洋杉、黑板樹及巴西橡膠樹等仍保留大面積群狀栽植。在1948年（民國三十七年）、1995年（民國八十四年）兩次「諸羅八景」的評選中，嘉義植物園皆列名其中，今仍有一「林場風清」石碑立於園區之中。

## 園內景點簡介

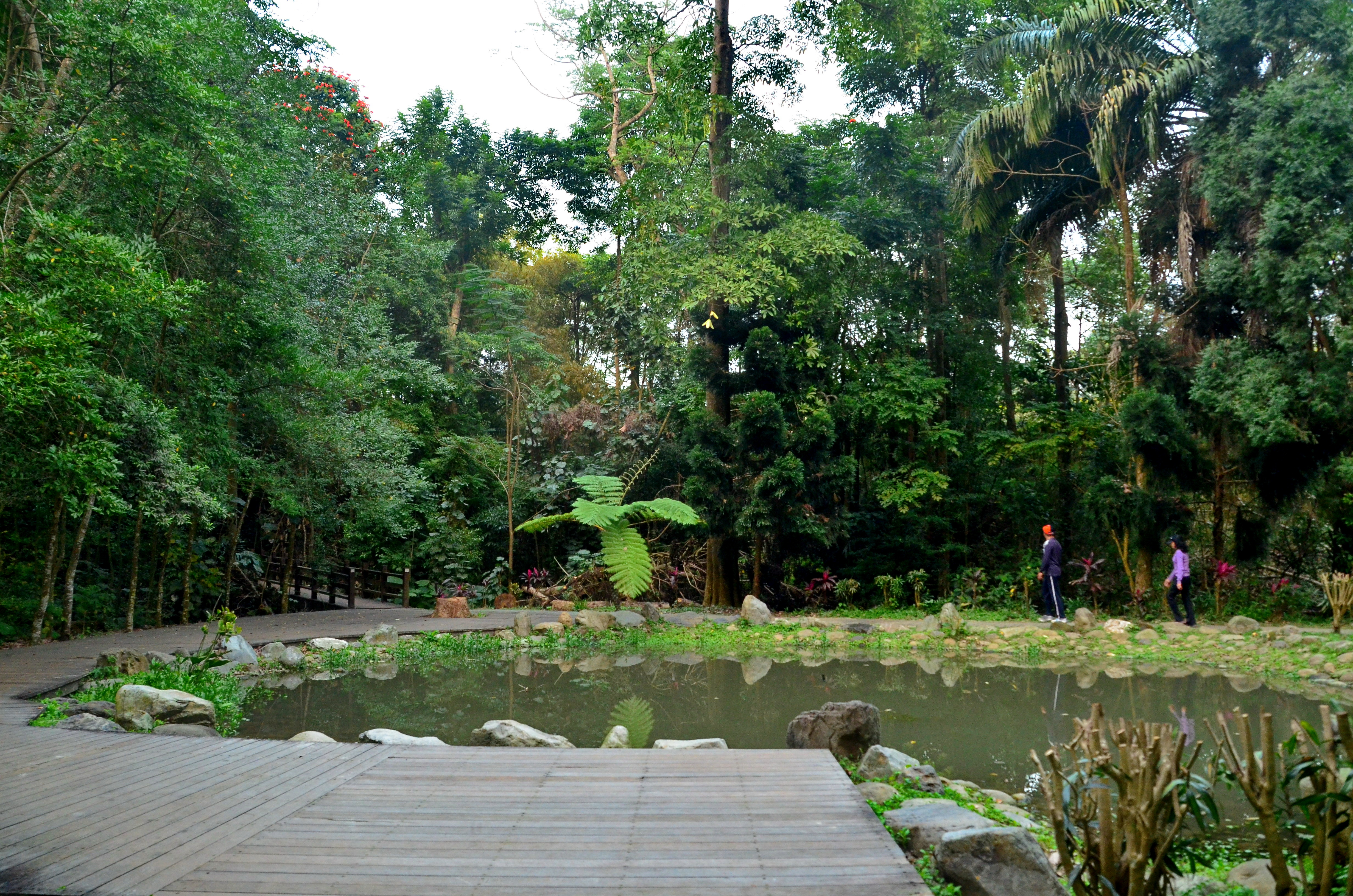
生態水池展示區

### 板根植物展示區
區內多為具有板根的熱帶雨林植物，特色為高大直立，近地面處的根呈板狀，增加抓地面積和支撐力。如：銀葉樹、桃花心木、鳳凰木、麵包樹、第倫桃、小實孔雀豆、馬巴拉欖仁、欖仁樹、印度紫壇、羅望子、大葉山欖、黑板樹、鐵刀木、火焰木、錫蘭橄欖等。

### 巴西橡膠樹展示區
區內巴西橡膠樹係1921年由巴西引進，生產橡膠以供研究之用。巴西橡膠為生產天然橡膠時最好的樹種，因為其橡膠含量多、品質好，經濟壽命長，加上容易栽培與採割，生產成本低。

### 肯氏南洋展示區
本區中主要的樹種為自澳洲引進的肯氏南洋杉，一株株外型呈塔狀，主幹渾圓挺直、側枝輪生，有如雞毛撢子。管理室前方有兩棵樹齡破百的老樹，為早期引進的「母株」，相當宏偉。

### 生態水池展示區
主要展示生態水池由微生物、水生植物及水生動物組成的生物多樣性環境。

## 外部連結
- 嘉義植物園 （页面存档备份，存于）
- 嘉義樹木園 - 農業部林業試驗所

## 公車資訊
| 路線                     | 業者     | 行先                                           | 停靠站             |
| ------------------------ | -------- | ---------------------------------------------- | ------------------ |
| 7211                     | 嘉義客運 | 嘉義公園－朴子轉運站                           | 嘉義公園           |
| 7212A                    | 嘉義客運 | 嘉義公園－故宮南院()                           | 嘉義公園           |
| 中山幹線 （綠線）        | 國光客運 | 大富路－嘉大蘭潭校區                           | 嘉義高商(嘉義公園) |
| 中山幹線支線 （綠A線）   | 國光客運 | 二二八國家紀念公園－嘉大蘭潭校區               | 嘉義高商(嘉義公園) |
| 中山快捷公車 （綠B線）   | 國光客運 | 嘉義高中(啟明路)－嘉義火車站                   | 嘉義高商(嘉義公園) |
| 光林我嘉線 （黃線）      | 國光客運 | 港坪運動公園－蘭潭                             | 嘉義高商(嘉義公園) |
| 光林我嘉線支線 （黃A線） | 國光客運 | 港坪運動公園－東洋新村1                        | 嘉義高商(嘉義公園) |
| 樂活9路                  | 捷乘交通 | 榮民醫院長照點－東洋新村--泰勒瓦莊園(預約站位) | 民權五福街口       |